# Inselbahn Langeoog
| Personenzug der Inselbahn Langeoog im Ortsbahnhof |                     |                                          |                                          |
| |                     |                                          |                                          |
| Streckennummer (DB): | 9154                |                                          |                                          |
| Streckenlänge: | 2,6 km              |                                          |                                          |
| Spurweite: | 1000 mm (Meterspur) |                                          |                                          |
| Streckengeschwindigkeit: | 25 km/h             |                                          |                                          |
| |                     |                                          |                                          |
| \| \| \| Bahnhof (Loccumer Hospiz) (bis 1937) \| \| \| \| \| Ortsdurchfahrt (bis 1937) \| \| \| \| 0,0 \| Bahnhof (neu), Lokschuppen und Werkstatt \| Bahnhof (neu), Lokschuppen und Werkstatt \| \| \| \| \| \| \| \| \| \| \| \| \| \| Anleger (1939–1950) \| \| \| \| 2,6 \| Anleger (seit 1951) \| Anleger (seit 1951) \| \| \| \| Fähre nach Bensersiel \| \| |                     |                                          |                                          |
| Kopfbahnhof Streckenanfang (Strecke außer Betrieb) |                     | Bahnhof (Loccumer Hospiz) (bis 1937)     | Bahnhof (Loccumer Hospiz) (bis 1937)     |
| Bahnübergang (Strecke außer Betrieb) |                     | Ortsdurchfahrt (bis 1937)                | Ortsdurchfahrt (bis 1937)                |
| Kopfbahnhof Strecke bis hier außer Betrieb | 0,0                 | Bahnhof (neu), Lokschuppen und Werkstatt | Bahnhof (neu), Lokschuppen und Werkstatt |
| Strecke |                     |                                          |                                          |
| Verschwenkung von links · Verschwenkung von rechts (Strecke außer Betrieb) |                     |                                          |                                          |
| Strecke · Kopfbahnhof Streckenende (Strecke außer Betrieb) |                     | Anleger (1939–1950)                      | Anleger (1939–1950)                      |
| Kopfbahnhof Streckenende | 2,6                 | Anleger (seit 1951)                      | Anleger (seit 1951)                      |
| |                     | Fähre nach Bensersiel                    |                                          |

Die Inselbahn Langeoog ist eine nicht elektrifizierte, meterspurige und eingleisige Schmalspurbahn auf der ostfriesischen Insel Langeoog. Sie wird vom Eigenbetrieb Schiffahrt der Inselgemeinde Langeoog betrieben. Die Inselbahn verbindet auf 2,6 Kilometer Länge den Fährhafen mit dem Ort Langeoog. Die Fahrzeit für die  Strecke beträgt etwa sieben Minuten. Die Inselbahn Langeoog ist neben der Museumspferdebahn Spiekeroog die kürzeste der deutschen Inselbahnen und führt  seit April 2008 nur noch Personenverkehr durch.

## Geschichte
Am 22. Juni 1901 wurde von der Dampfschiffsreederei Esens-Langeoog eine 3,5 Kilometer lange, meterspurige Pferdebahn in Betrieb genommen, die vom damaligen Anleger nahe dem heutigen Hafen durch das Inseldorf zum Hospiz führte. Die 1925 geplante Umstellung auf Motorbetrieb scheiterte zunächst an den Auflagen der Gemeinde und konnte erst durchgeführt werden, als am 18. und 27. Oktober 1936 schwere Sturmfluten den Anleger zerstört hatten. Die neue Bahnstrecke ging am 2. Juli 1937 in Betrieb. Seitdem endet die Bahn im nach Plänen des Auricher Architekten Ludwig Deichgräber neu erbauten Bahnhof am Ortsrand, da die Kurvenradien im Dorf für motorisierte Züge zu klein waren.
Der Betriebskomplex der Inselbahn mit Lokschuppen und der Werkstatt wird auf Langeoog als „Bahnschuppen“ bezeichnet. Er wurde Ende der 1980er Jahre erheblich erweitert und modernisiert.
In den Winterhalbjahren von 1993 bis 1996 wurde das 1937 errichtete Bahnhofsgebäude durch einen Neubau an gleicher Stelle ersetzt. Das neue Gebäude bietet auch Platz für Büros und Personalwohnungen. Gleichzeitig wurden die Gleisanlagen überarbeitet, der Bahnsteig erneuert und verbreitert und die Straßenführung in der Umgebung geändert.

### Triebwagen
Der Fuhrpark umfasste bis 1995 vier Triebwagen:
- VT 1: Ein 1955 von der Aachener Waggonfabrik Talbot gebauter zweimotoriger Triebwagen VT 1 (Talbot-Typbezeichnung Eifel II) mit der Fabriknummer 97519, der schon bei der Kreis Altenaer Eisenbahn (KAE) unter der Bezeichnung „VT 1“ gelaufen war und am 30. Mai 1961 übernommen werden konnte.
- VT 2: Ein einmotoriger Talbot-Triebwagen vom Typ Eifel, der 1950 gebaut und bis 1955 bei den Euskirchener Kreisbahnen unter der Betriebsnummer T 2 im Einsatz gewesen war. Anschließend war er unter der Betriebsnummer „T 6“ zur AG Ruhr-Lippe-Eisenbahnen (RLE) gelangt, wo er 1962 abgestellt wurde. Im Mai 1964 kam er zur Inselbahn Langeoog, wurde dort aber erst zwei Jahre später, im August 1966, in Betrieb genommen.
- VT 3: Der dritte Triebwagen in Langeoog war 1955 von der Waggonfabrik Fuchs aus Heidelberg für die Mittelbadischen Eisenbahnen gebaut worden und blieb dort bis 1967 unter der Betriebsnummer T 15 im Einsatz. 1968 gelangte er zur Württembergischen Eisenbahn-Gesellschaft, wo er ab dem Frühjahr 1969 unter der Betriebsnummer „T 35“ eingesetzt, aber 1976 an die Inselbahn Langeoog abgegeben wurde. Diese ließ zunächst bei der Bremer Waggonbau den zwischenzeitlich ausgebauten zweiten Motor wieder einbauen und ein dieselhydraulisches Voith-DIWA-Getriebe nachrüsten.
- VT 4: Als vierter und letzter Dieseltriebwagen gelangte 1982 das Schwesterfahrzeug des VT 1 nach Langeoog, das ebenfalls 1955 von Talbot an die Kreis Altenaer Eisenbahn geliefert worden war (Fabriknummer 97520). Ende 1961 wurde es für den Einsatz auf Juist an die Reederei Norden-Frisia verkauft und dort nach seinem Eintreffen im Frühjahr 1962 bei der Inselbahn Juist als „T 4“ geführt. Nach der Betriebseinstellung 1982 kam der Triebwagen nach Langeoog, wo er zunächst aufbereitet wurde: Das wie beim VT 1 ab Werk in den Wagenkasten integrierte obere Spitzenlicht wurde außen aufgesetzt, jedoch im Gegensatz zu diesem oberhalb der Dachkante – dadurch sind die beiden typgleichen Wagen bis heute auf den ersten Blick unterscheidbar.

Die Triebwagen VT 1 und VT 4 wurden in den 1980er und 1990er Jahren in der Regel an der Zugspitze Richtung Hafen vor den Gepäckwagen eingesetzt und zogen den gesamten Zug in diese Richtung. In Gegenrichtung wurde der Zug meist vom stärkeren VT 3 gezogen. Der einmotorige und damit schwächste Triebwagen VT 2 fuhr in dieser Zeit hauptsächlich einzeln oder wurde bei Auslastungsspitzen Richtung Anleger am Zugschluss an VT 3 gekuppelt, die Rückfahrt zum Ortsbahnhof absolvierte er dann alleine vor dem übrigen Zug.

### Beiwagen
Zusammen mit Triebwagen VT 1 übernahm die Inselbahn Langeoog 1961 auch vier Beiwagen von der KAE. Die Wagenkästen der bei der Inselbahn als „VB 1“ (gebaut durch Dortmunder Union, 1924) und „VB 2“ (Waggonfabrik Uerdingen, 1912) bezeichneten Beiwagen waren durch die KAE bereits 1955 neu aufgebaut und an das Erscheinungsbild der Talbot-Triebwagen angepasst worden. Die Beiwagen VB 3 (Waggonfabrik Uerdingen, 1905) und VB 4 (Westwaggon, 1930) hatten bei der Übernahme noch offene Endplattformen besessen; sie wurden erst 1963 durch die Inselbahn Langeoog neu aufgebaut und an das Erscheinungsbild der Talbot-Triebwagen angepasst.
1976 folgten die Beiwagen VB 5 und VB 6, die bereits 1889 und 1892 von der schweizerischen SIG für die Chemins de fer du Jura bernois bzw. deren Nachfolgerin Jura-Simplon-Bahn (JS) gebaut wurden. Die SBB, in denen die JS aufgegangen war, verkaufte die Beiwagen 1949 an die Württembergischen Nebenbahnen (WNB), in deren Besitz die Wagen 1963 durch die Gottlob Auwärter GmbH & Co. KG neu aufgebaut, fest miteinander gekuppelt und mit einem Wagendurchgang versehen wurden. Bis 1973 wurden die Wagen durch die WNB eingesetzt, anschließend blieben sie in Laichingen abgestellt. Nach der Übernahme durch die Inselbahn wurden sie zunächst durch die Bremer Waggonbau erneut umgebaut, dabei wurden Scharfenbergkupplungen an den nicht gekuppelten Enden verbaut und die Wagenkästen um 300 Millimeter verschmälert. Ab Mitte 1976 konnte das außergewöhnliche Beiwagen-Duo in Langeoog eingesetzt werden.
Alle Trieb- und Beiwagen besaßen nur auf einer Seite Türen.

### Modernisierung
1995 beschaffte die Inselbahn Langeoog bei der Bremer Waggonbau zehn neue Personenwagen (davon zwei mit Einstiegshilfen für Kinderwagen und Rollstühle) und einen Wagen für Gepäckcontainer sowie fünf Diesellokomotiven bei Schöma (davon eine als Reservelok). 2005 wurden vom Hennigsdorfer Schienenfahrzeughersteller FWM-Fahrzeugwerke Miraustrasse zwei weitere Personenwagen mit Einstiegshilfen für Kinderwagen und Rollstühle angeschafft.
Gleichzeitig wurden die alten Dieseltriebwagen und geschlossenen Personenwagen verkauft. Die ehemaligen KAE-Triebwagen gingen 1995 an die Harzer Schmalspurbahnen (HSB) und sind dort bis heute als 187 011-2 (Langeoog VT 1) und 187 013-8 (VT 4) im Einsatz. Auch VT 3 ging im selben Jahr an die HSB und wird dort trotz einer mehrjährigen Abstellung wegen Unfallschäden bis heute als 187 012-0 eingesetzt. Alle drei Wagen wurden bis 1996 zunächst für die HSB umgebaut. Triebwagen VT 2 gelangte 1999 von Langeoog zur Selfkantbahn, wo er die Betriebsnummer VT 102 erhielt.
Bereits seit 1993 ist bei der Selfkantbahn die Diesellok V 1 mit dem Beinamen Langeoog in Betrieb, die 1937–1956 als Kö 1 bei der Inselbahn Langeoog eingesetzt war. Die Beiwagen VB 1 bis VB 4 befinden sich heute bei der Märkischen Museums-Eisenbahn. Dort wird der VB 4 in den Ursprungszustand als Personenwagen mit offenen Endbühnen zurückversetzt. VB 5 und VB 6 sind bei der Härtsfeld-Museumsbahn in Neresheim in Aufarbeitung.
Im Jahre 2002 wurden die Gleisanlagen systematisch erneuert; ein Teil der gebrauchten Gleise wurde an die Museumspferdebahn Spiekeroog zur Erneuerung ihrer Gleise abgegeben.

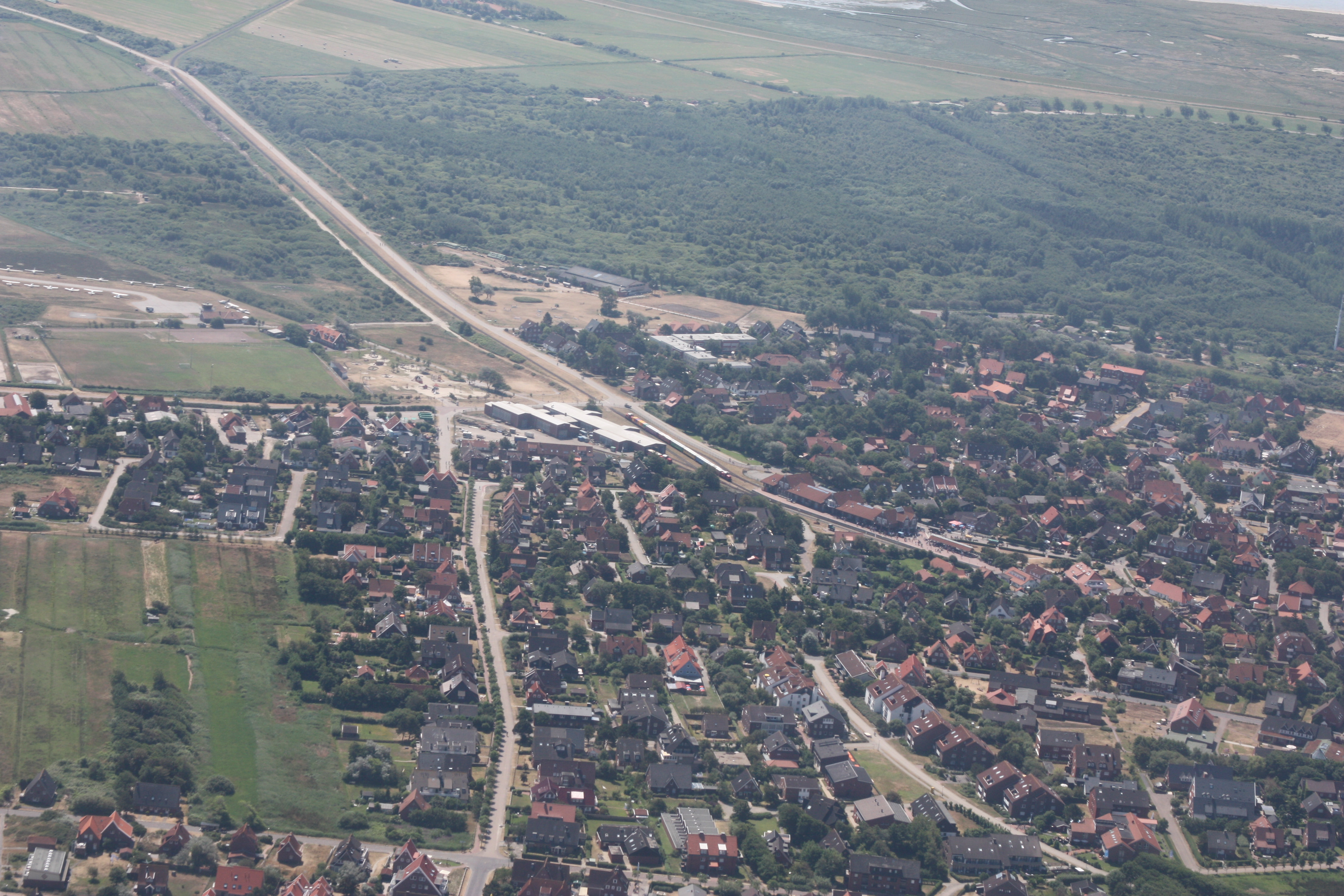
Streckenverlauf der Inselbahn aus der Luft
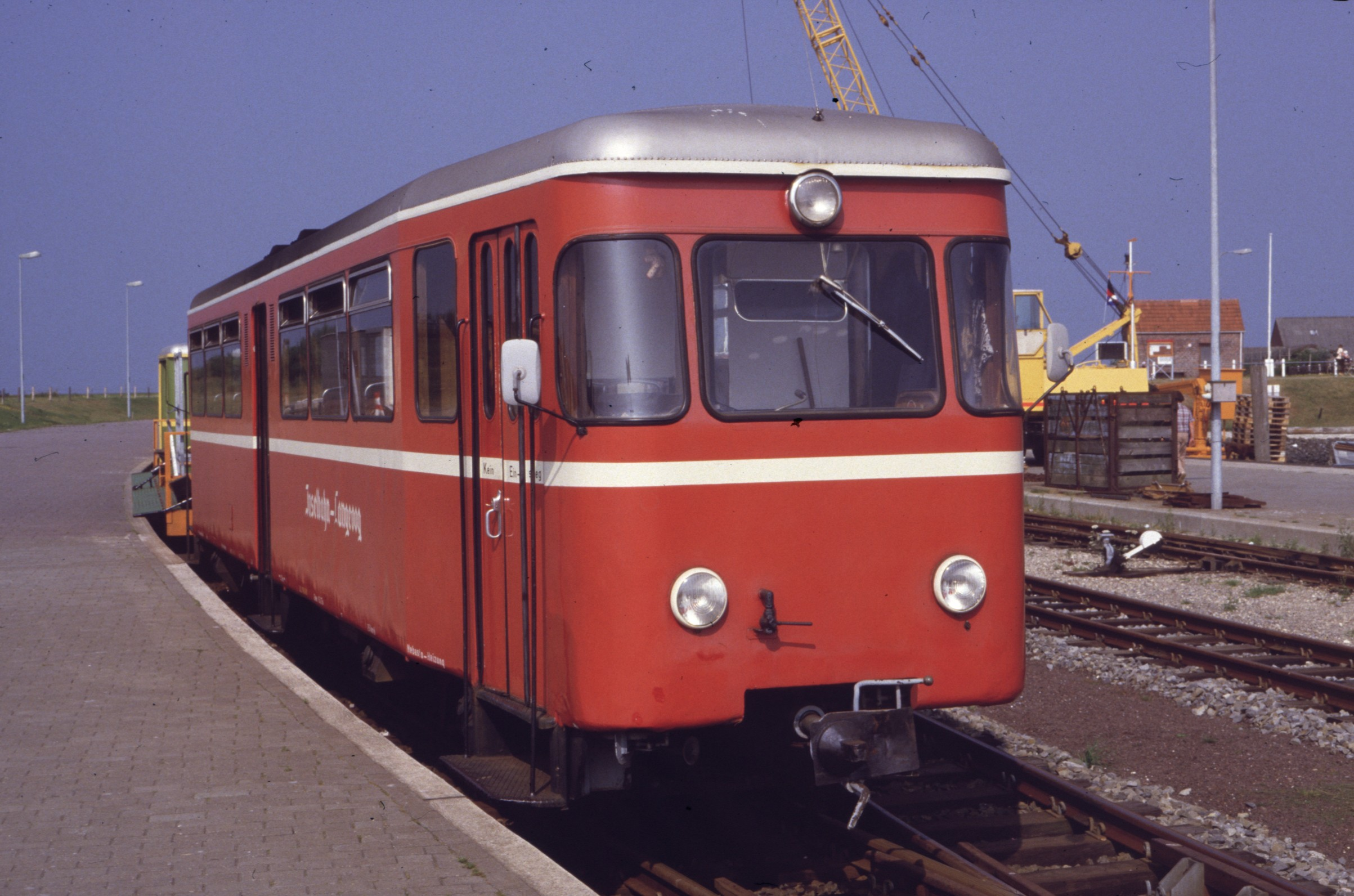
Talbot-Triebwagen VT 1 am Anleger im August 1984
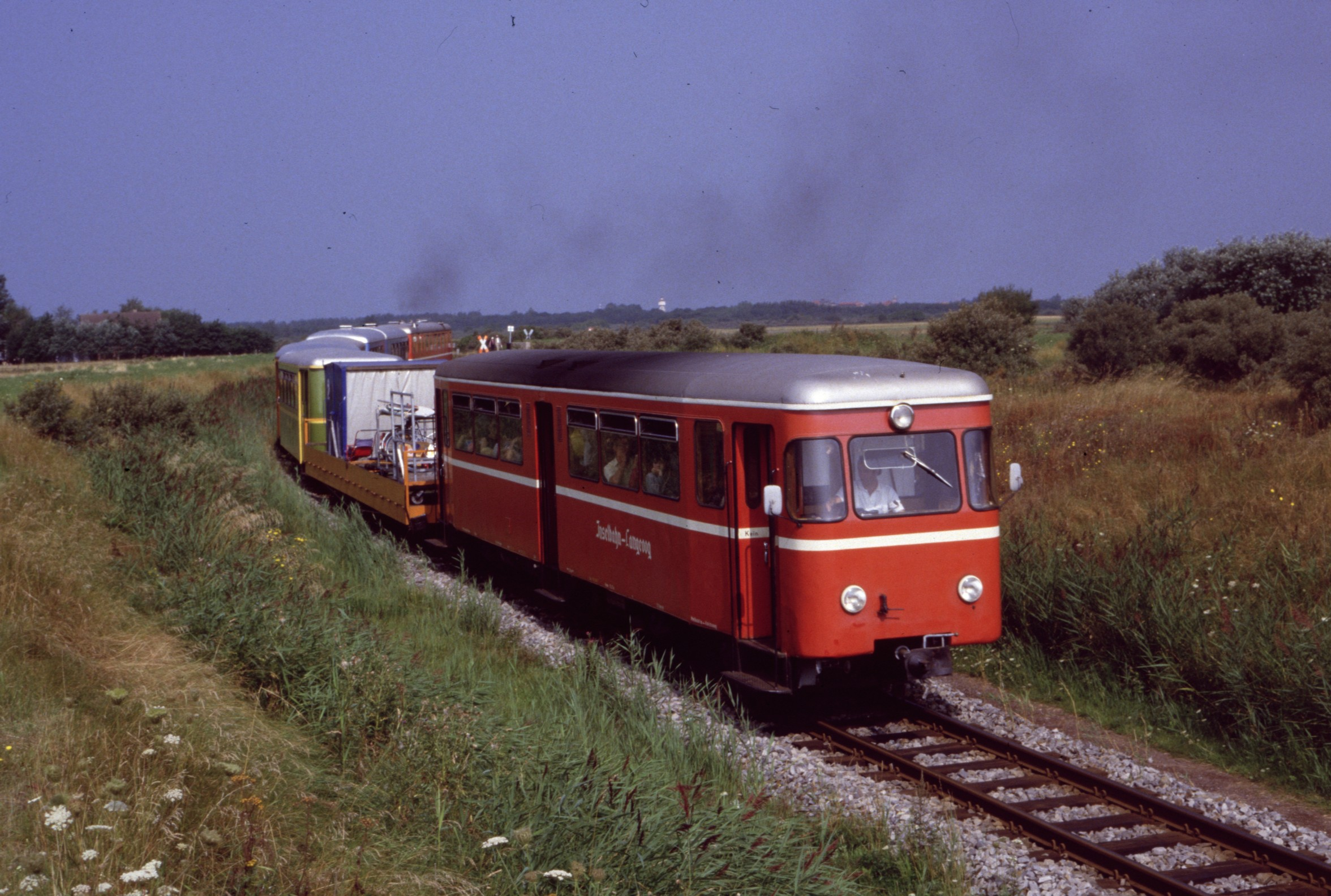
VT 1 im August 1984 an der Spitze des Zuges Richtung Anleger
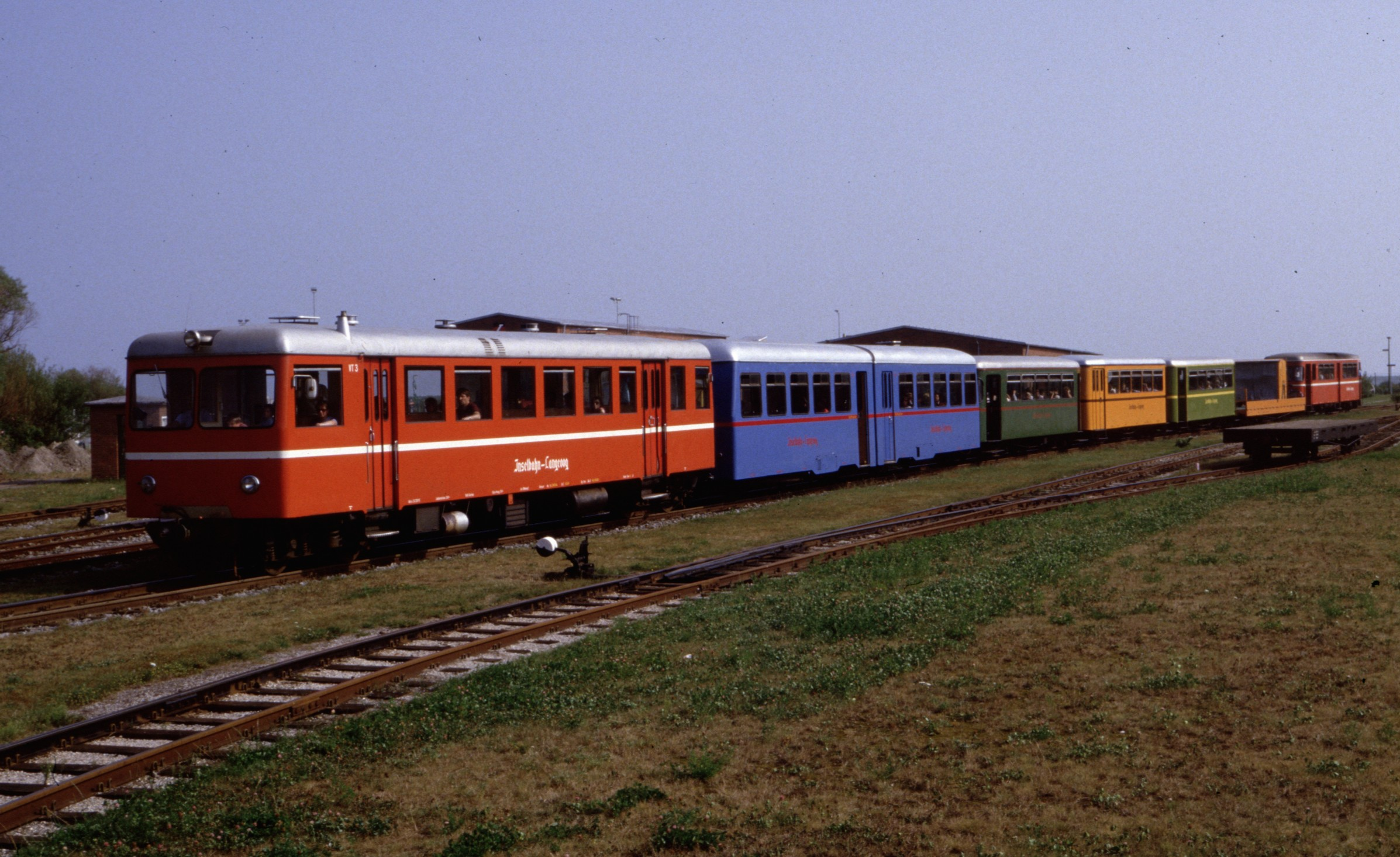
VT 3 an der Spitze bei der Einfahrt in den Bahnhof, direkt dahinter VB 5 und 6
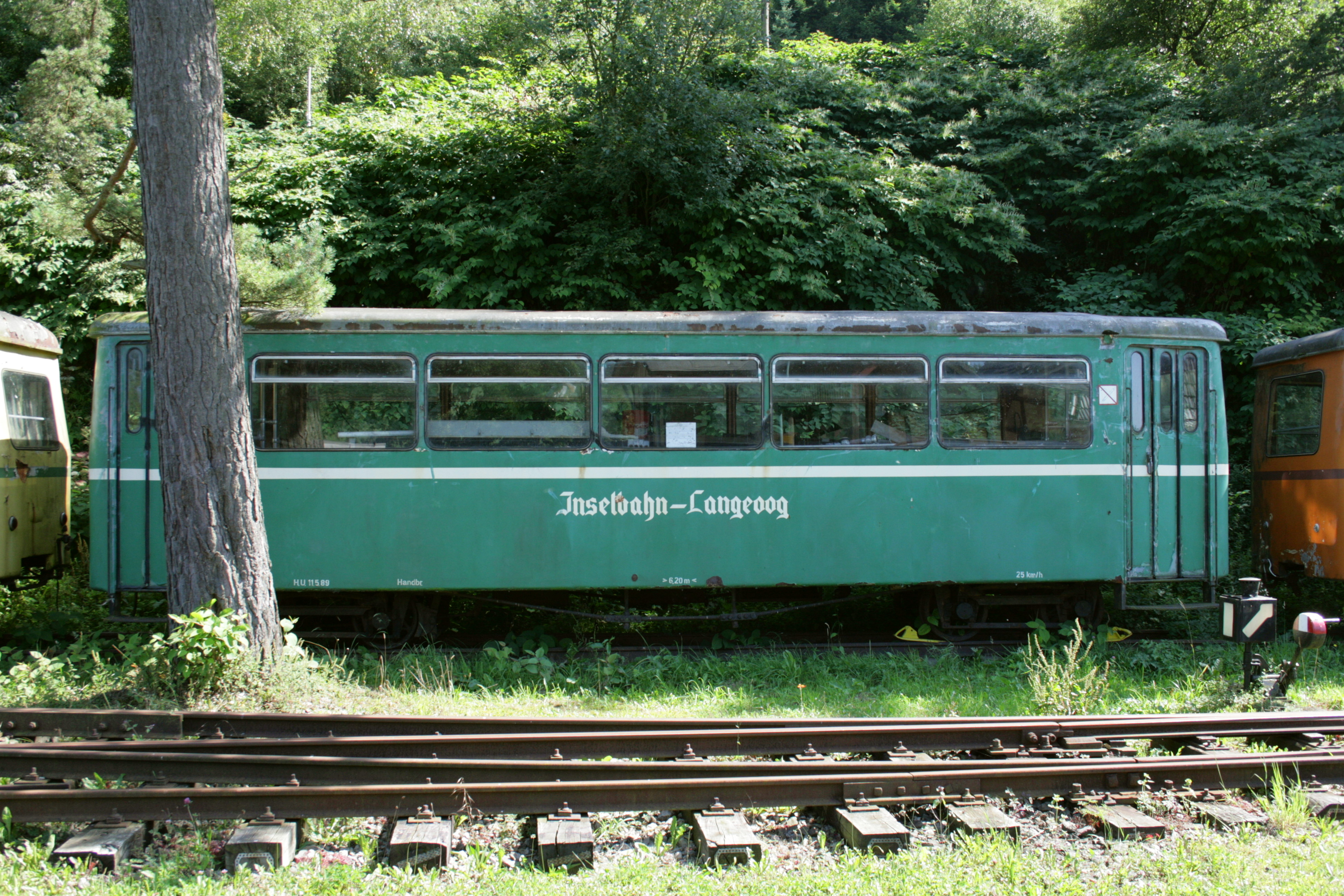
Ehemaliger Beiwagen VB 3 bei der MME
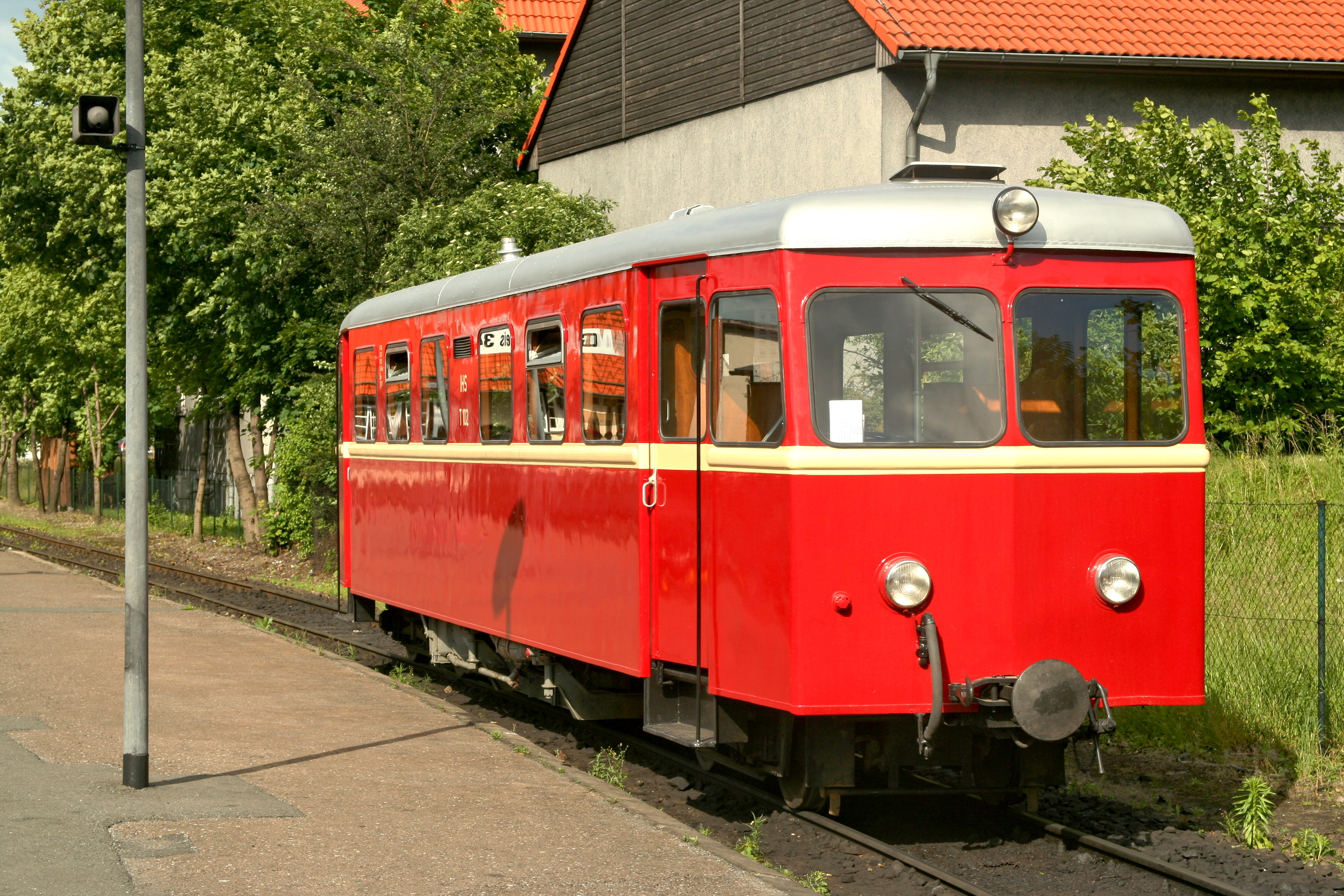
Ehemaliger VT 2 als Gasttriebwagen bei den Harzer Schmalspurbahnen
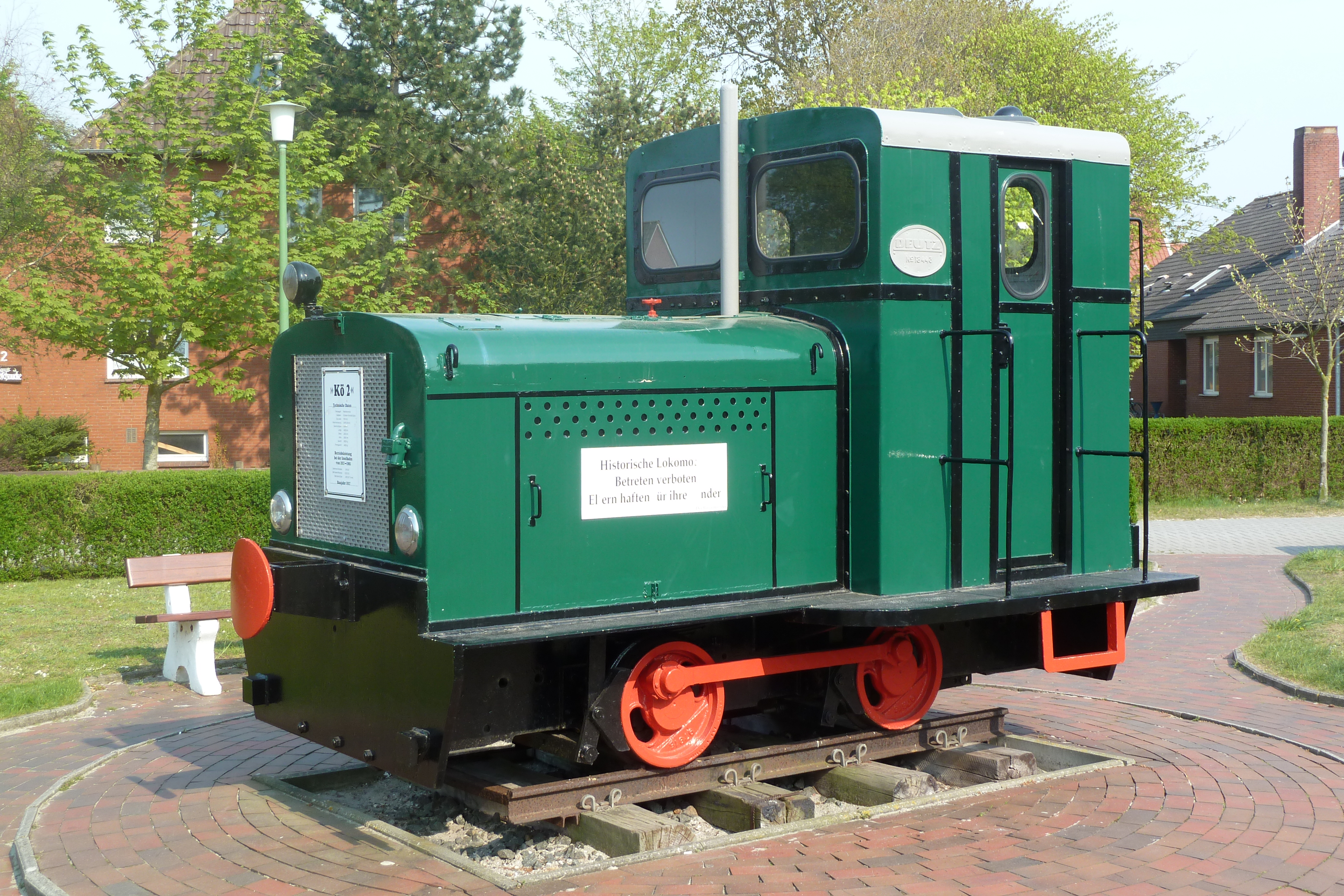
Denkmallok Kö 2

## Betrieb

### Fahrzeuge
Die Inselbahn Langeoog verfügte 2010 über fünf Personen- und zwei Güterzuglokomotiven, 13 Personenwagen (darunter vier Wagen mit Einstiegshilfen und ein historischer Personenwagen) sowie zwei Gepäckcontainerwagen. Außerdem existieren noch einige Güterwagen. Bis auf die zwei Güterzuglokomotiven und die Güterwagen verfügen alle Fahrzeuge über Scharfenbergkupplungen. Wegen der unterschiedlichen Kupplungen sind die Loks und Wagen nur für ihr jeweiliges Einsatzgebiet einsetzbar.

### Personenverkehr
Seit 1995 verkehren im Regelpersonenverkehr zwei Sandwich-Wendezug-Garnituren, die beide seit 2005 über zwei Wagen mit Einstiegshilfen für Rollstühle und Kinderwagen verfügen. Diese befinden sich meist in der Mitte und am nördlichen Zugende; die Reihenfolge der übrigen Wagen und damit auch das farbliche Erscheinungsbild der Züge variiert bisweilen.

### Güterverkehr
Seit April 2008 gibt es bei der Inselbahn Langeoog keinen Güterverkehr mehr. Er wird seitdem mit Elektrokarren auf der Straße durchgeführt. Die Beladung der hierfür angeschafften Anhänger wird schon auf dem Festland vorgenommen; per Elektrokarren werden sie dann direkt zu ihrem Bestimmungsort gezogen, was das erneute Umladen am Bahnhof im Ort erspart. Die zwei Güterzugloks und die bis Anfang 2008 vorhandenen 23 Güterwagen wurden damit überflüssig. Die Güterwagen wurden zum größten Teil an Museen und Privatleute verkauft, die beiden Güterzugloks sind nur noch für die gelegentliche Beförderung von Gepäckzügen im Einsatz.

## Bilder

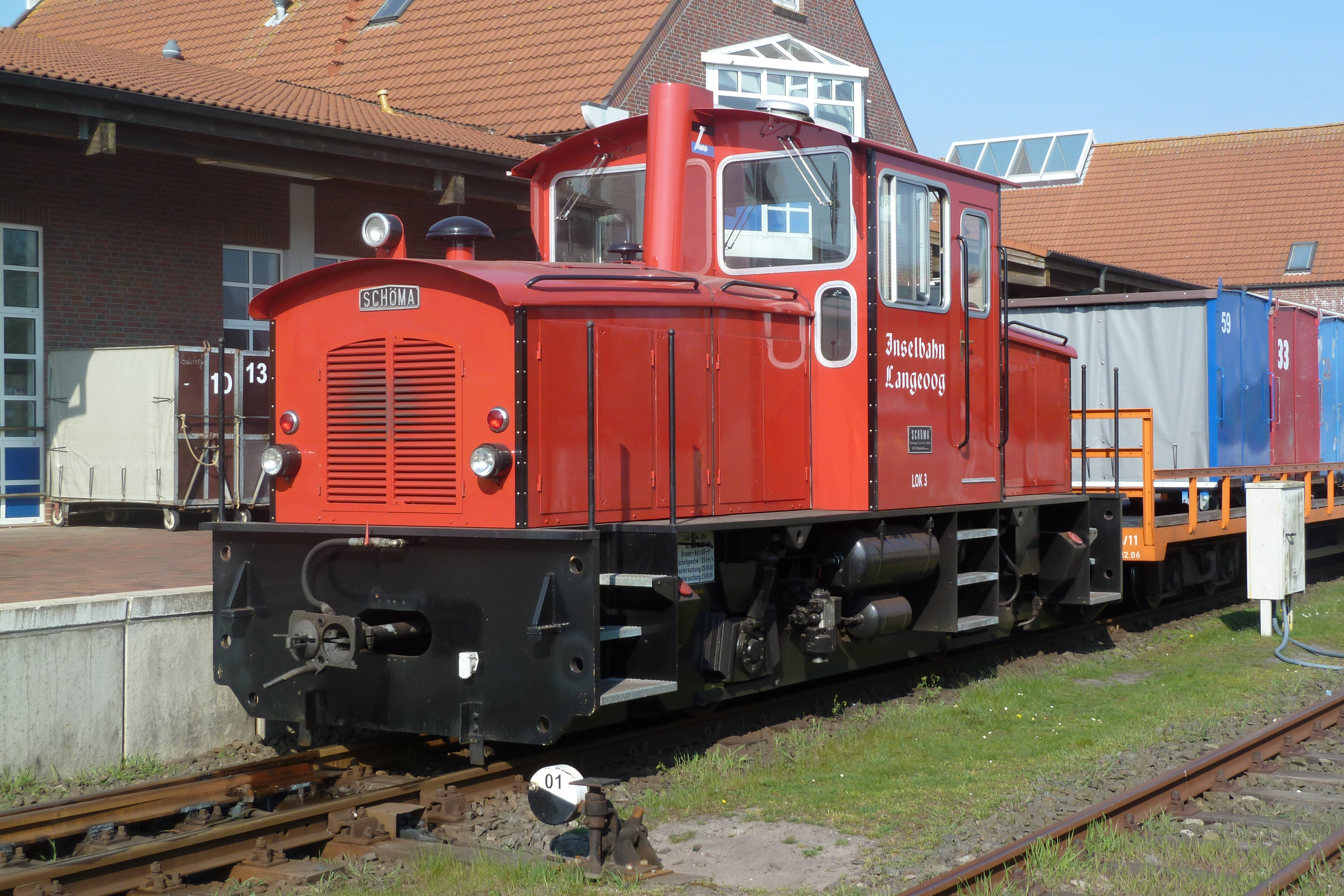
Lok 3
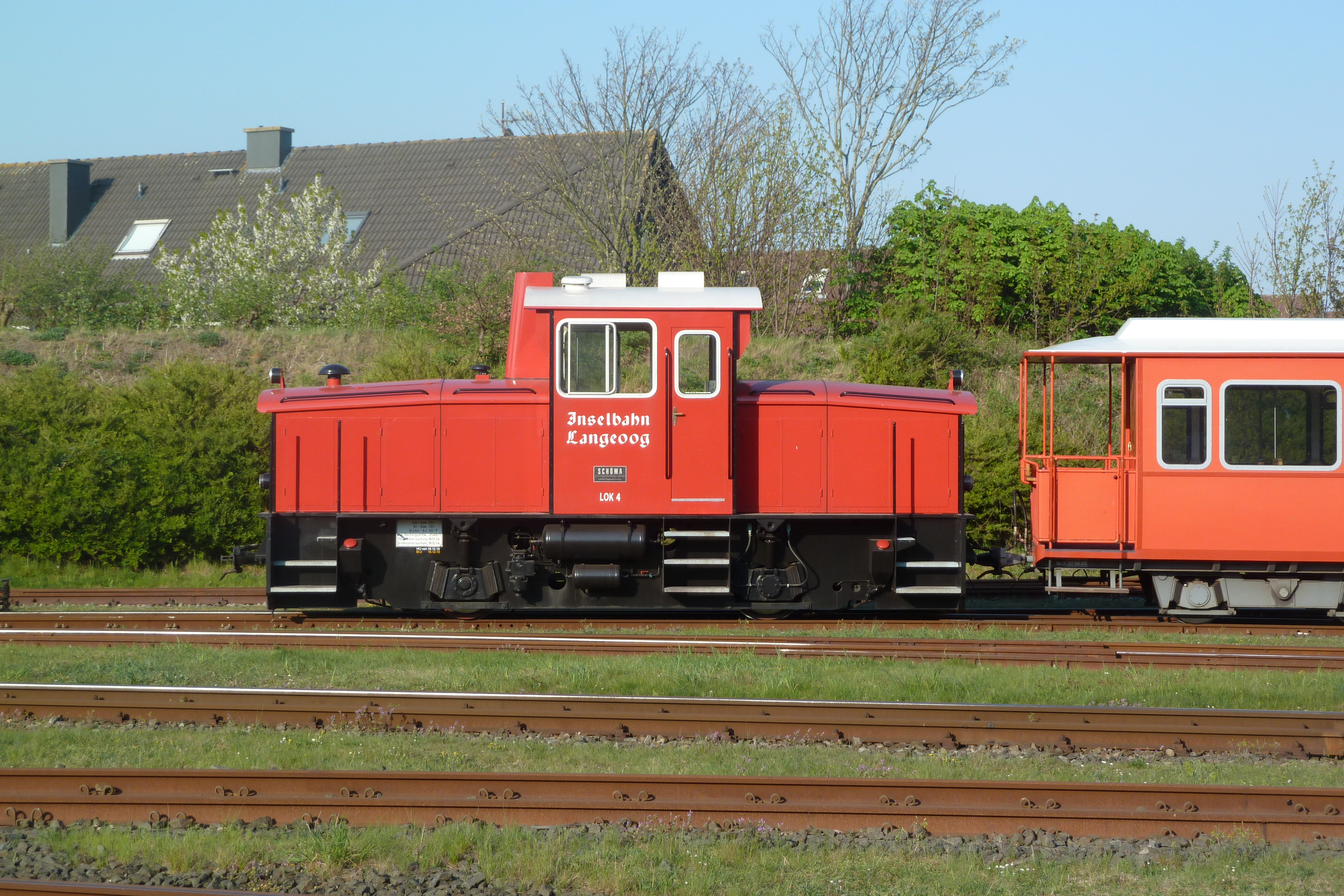
Lok 4
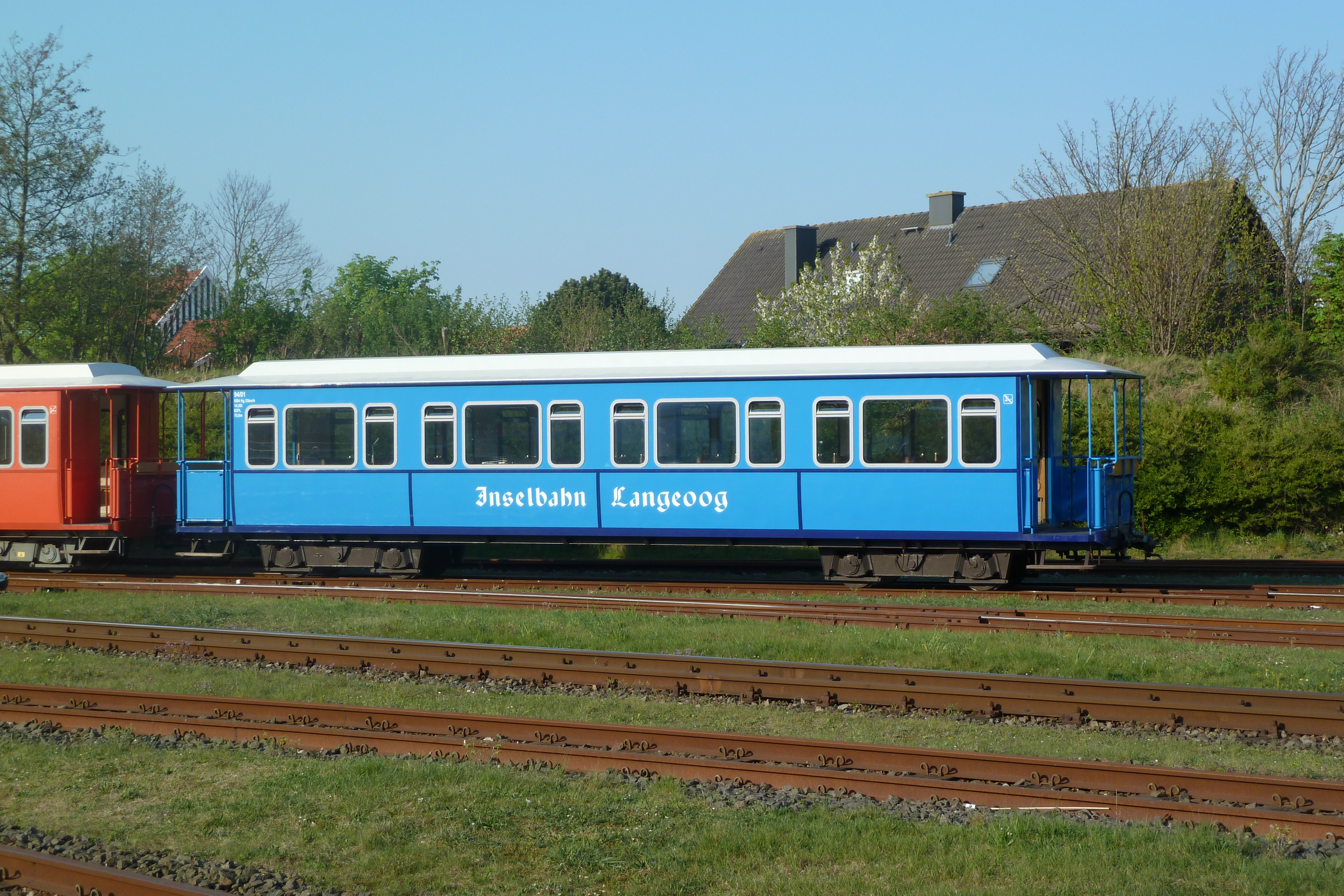
Personenwagen 94/01
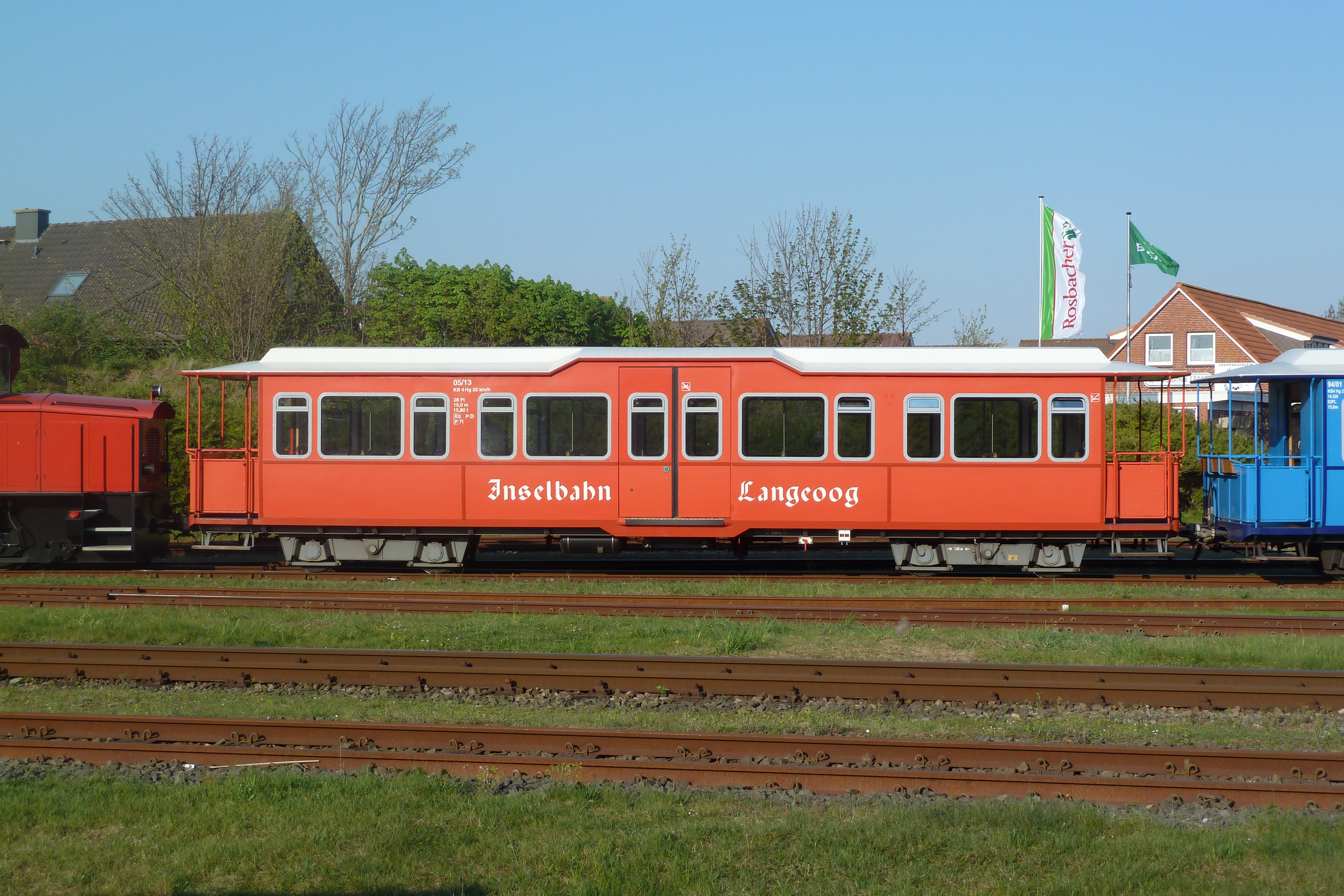
Personenwagen 05/13
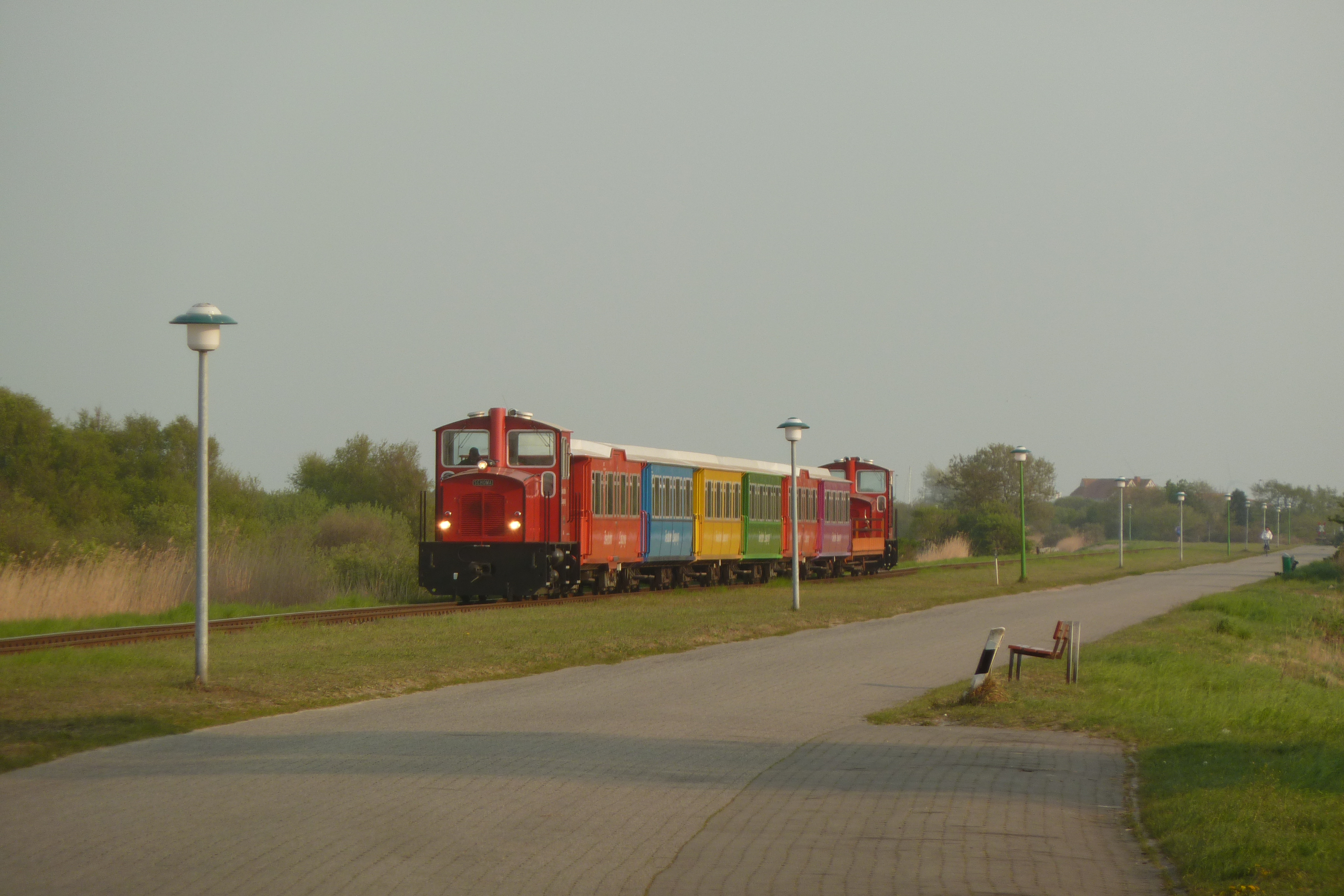
Inselbahnzug unterwegs